# José Bozzano
José Alfredo Bozzano Baglietto (Asunción, 7 de diciembre de 1895-14 de diciembre de 1969) fue un ingeniero naval y capitán paraguayo, diseñador de los famosos cañoneros Paraguay y Humaitá que fueron utilizados durante la guerra del Chaco. Desde los arsenales de guerra y marina, dotó armas, proyectiles, camiones y otros suministros bélicos y logísticos al Ejército Paraguayo.

## Vida
José Alfredo Bozzano Baglietto nació el 7 de diciembre de 1895 en la asuncena Loma San Jerónimo, “a cincuenta metros de los Arsenales”, que en aquel tiempo estuvo ubicado ahí, Esta fecha figura en documentos oficiales (su foja de servicio) y fue corroborada por su nieto, el ingeniero Luis Lamosas Bozzano, pues curiosamente él mismo daba otra fecha (1899) “por quitarse unos años; pura coquetería”, según señalaba en ocasiones su esposa, doña Virginia Cardozo de Bozzano, que a su vez era hija de Ramón Indalecio Cardozo y hermana de Efraím Cardozo. Sus padres fueron el armador naviero genovés José Bozzano y de la ciudadana argentina Benedicta Baglietto.
El capitán Bozzano falleció el 14 de diciembre de 1969.

## Estudios
Bozzano realizó sus estudios de bachiller en el Colegio Nacional de la Capital, hizo la carrera de Derecho hasta el tercer curso y luego se incorporó a la Armada como Guardiamarina en Comisión, el 21 de septiembre de 1917. Llegó al cuadro efectivo, con el mismo grado, por decreto 15.716 del 8 de febrero de 1923. Desde abril de 1918 prestó servicios en los Arsenales de Guerra y Marina.
En mayo de 1920, el Gobierno de José P. Montero (1919- 1920) lo envió a Estados Unidos para seguir estudios de Ingeniería Naval. Ingresó al Massachusetts Institute of Technology en Cambridge, Massachusetts (Estados Unidos) . En 1924 se graduó de arquitecto e ingeniero naval. Hizo un curso de posgrado y en 1925 recibió el título de máster de Ingeniería Aeronáutica. 
Regresó al Paraguay ya durante el Gobierno constitucional de Eligio Ayala (1924-1928). El 9 de marzo de 1925, fue nombrado director de los Arsenales de Guerra y Marina, por decreto 20.297. En marzo de 1927, el presidente Ayala le comisionó a Europa para encargar la construcción de dos cañoneros que protegerían el río Paraguay en la inminente guerra con Bolivia. Bozzano partió con los planos que él mismo había diseñado.
Después de contactos con astilleros de Inglaterra y Alemania, se optó por encomendar el trabajo de la firma italiana Odero- Terni- Orlando. Los cañoneros Paraguay y Humaitá llegaron al Paraguay el 5 de mayo del año 1931.
El 28 de diciembre de ese año, Bozzano retomó la dirección de los Arsenales. La guerra se venía y en esta unidad se preparaban los “fierros”, así los llamaba él.

## Durante la guerra
Los Arsenales ahorraron muchísimo dinero al Paraguay, pues allí se fabricaron más de 300.000 granadas de mano, las famosas carumbe`i, que, para orgullo de los paraguayos, en la guerra resultaron más efectivas que las granadas SIP, de fabricación belga, utilizadas por los bolivianos) y se construyeron y montaron las carrocerías de 2.308 camionetas (a razón de 5 por hora). Igualmente, se fabricaron 25 mil granadas para morteros y unas 7500 bombas de aviación. Otra de sus hazañas fue la fabricación de 23 morteros con columnas viejas de los tranvías. Al mismo tiempo fueron hechas 4.300 camillas de tubos de hierro o de madera, camas, estufas, autoclaves y hasta fresas para trepanar cerebros. La perforación de pozos de agua en el Chaco (como los de Yrendague) también fue obra de efectivos de los arsenales.
Bajo el mando del capitán Bozzano estuvieron 4.400 choferes del Chaco, para quienes el duro militar naval guardaba una admiración reverencial. Fue nombrado director general interino de la Aviación, el 7 de marzo de 1933. Allí también fue promotor de hazañas inolvidables protagonizadas por los pilotos de guerra.

## Cultura
Poseía una gran y admirable cultura general. Hablaba italiano, inglés, francés y tenía conocimientos amplios del griego y el latín. Leía con fruición a Stefan Zweig, Emerson, Kant, Schiller y Goethe. Entre los escritores paraguayos prefería a Manuel Domínguez, Cecilio Báez, Eloy Fariña Núñez, Carlos Zubizarreta y Rubén Bareiro Saguier.
Una de sus facetas más desconocidas y sorprendentes es que se graduó de profesor de piano tras estudiar con Nicolino Pellegrini. Su compañero de estudios de piano fue Juan Stefanich, que fue, junto con Adriano Irala, creador de la Liga Nacional Independiente. Bozzano se deleitaba con Chopin y disfrutaba de la música paraguaya (su canción preferida era Ñasaindype, de Félix Fernández y José Asunción Flores. Los últimos años de su vida lo sorprendieron trabajando modestamente en el astillero familiar que poseía en la zona de Varadero. Pero su porte seguía siendo imponente. Era una leyenda viva de la historia nacional.

## Obras y logros obtenidos
Dejó su breve pero muy valioso escrito, “Reminiscencias”, que trata sobre la historia de los Arsenales en la guerra. Comenzó como un velatorio hecho a pedido de Justo Pastor Benítez, quien pensaba incluirlo en uno de sus trabajos históricos, pero terminó siendo un libro por su propio valor.
Bozzano fue el soldado paraguayo de mayor capacitación científica y tecnológica. Sus diseños de los cañoneros Paraguay y Humaitá causaron admiración en Inglaterra. De 1932 a 1935 comandó a 6.000 héroes anónimos que durante 24 horas al día, 365 días al año, forjaron sin decaimiento los fierros con que se ganó la guerra.
El capitán de Navío José Alfredo Bozzano Baglietto, referente ineludible de talento, voluntad y conducta; un paraguayo digno de recordar.
Después de la contienda, en cuyo transcurso Bozzano no descansó, fue condecorado con la Cruz del Chaco. Continuó sirviendo al país en distintos cargos. Durante el Gobierno de Félix Paiva (1937-1939), fue nombrado ministro de Guerra y Marina, el 12 de abril del año 1938 y luego ministro de Economía, el 14 de octubre del año 1938. También fue intendente municipal de Asunción y docente de la Facultad de Ciencias Físicas y Matemáticas de la Universidad Nacional de Asunción.
En la citación de la Orden del Ejército inserta en el decreto por el cual se le otorgaba la Cruz del Chaco, se lo señala al capitán José Bozzano como “uno de los más auténticos obreros de la victoria”. Admiraba a José Félix Estigarribia, tanto como este lo admiraba a él.

## Homenajes
En su honor, la pequeña localidad chaqueña de Puerto Capitán Bozzano, Presidente Hayes, en el km 219 de la ruta PY05, ubicada a orillas del Río Paraguay, en frente de la ciudad de Concepción lleva su nombre.
También el edificio de la Facultad de Ingeniería de la Universidad Nacional de Asunción y una calle en Ciudad del Este llevan su nombre en su honor.